# كامنيك
كامنيك (بالإنجليزية: Kamnik)‏ هي مستوطنة تقع في سلوفينيا في بلدية كامنيك. يقدر عدد سكانها بـ 13,608 نسمة ومساحتها 9.1 كم2 .

## المدن التوأمة
مدن جيندرينجن، أنديخس، إنيغرلوه، تروفياش و كيرنز هي مدن توأمة لـكامنيك.